# Черкашин Євген Євгенович
Євген Євгенович Черкашин (* 1905, с. Грибовиця — † 1982, Львів)  — український хімік, кристалохімік, засновник Львівської кристалохімічної школи, професор Львівського університету.

## Біографічні відомості
Народився 27 грудня 1905 року в селі Грибовичі Волинської області в родині священика Євгена Євгеновича та Домни Єфимівни Черкашиних.
1928-1932 – навчання на хімічному факультеті Харківського інституту народної освіти (Харківський фізико-хіміко-математичний інститут, нині Харківський національний університет імені В.Н. Каразіна);
1932-1935 – аспірант Науково-дослідного інституту хімії Харківського університету;
1935-1937 – науковий співробітник Інституту хімії Харківського університету;
1937  – захист кандидатської дисертації “Потенціали сплавів” і зарахування на посаду доцента Харківського університету;
1938  – присвоєння вченого звання доцента Харківського університету по кафедрі фізичної хімії;
1939-1941 – доцент кафедри неорганічної хімії Харківського університету;1945-1968 –  доцент, професор, завідувач кафедри неорганічної хімії Львівського університету;
1968-1982 – професор кафедри неорганічної хімії та старший науковий співробітник науково-дослідної частини Львівського державного університету імені Івана Франка.

## Праці та проблематика досліджень
1. Петренко Г.І., Черкашин Є.Є. Потенціали стопів срібла з цинком // Уч. записки Харків. держ. ун-ту.- 1935.- № 2-3.- С. 121-126.
2. Petrenko G.I., Tscherkaschin E.E. Die Potentiale der Silber-Zink Legierungen // Z. Elektrochem.- 1936.- B. 42.- S. 398-400.
У статтях №1 і №2 показано, що кожна фазова область характеризується власними змінами потенціалів в часі та може бути використана для побудови діаграм стану.
3. Петренко Г.І., Черкашин Є.Є. Твердість сплавів срібла з цинком // Уч. записки Харків. держ. ун-ту.- 1936.- № 4.- С. 45-48
4. Petrenko G.I., Tscherkaschin E.E. Die Härte der Ag-Zn Legierungen in Abhängigkeit von ihrer Zusammensetzung // Z. anorg. Allg. Chem.- 1936.- B. 227, N. 4.- S. 415-416.
У статтях №3 і №4 досліджено методом твердості всі фазові області діаграм стану.
5. Петренко Г.І., Черкашин Є.Є. Фізико-хімічний аналіз системи стопів свинець-кадмій // Укр. хим. журн.- 1937.- Т. 12, № 9.- С. 385-396.
Методами термічного аналізу, електропровідності та електрорушійних сил досліджено систему Pb-Cd, описано виділення фаз при старінні.
6. Петренко Г.І., Черкашин Є.Є., Єрмолаєва Є.В. Потенціали стопів свинцю з кадмієм // Уч. записки Харків. держ. ун-ту.- 1938.- № 13.- С. 57-61.
На основі дослідження потенціалів встановлено границі фаз.
7. Черкашин Е.Е., Петренко Г.И. Исследование фазовых равновесий в системе алюминий-серебро методом термического анализа и электропроводности // Журн. общей химии.- 1940.- Вып. 16.- С. 1527-1530.
Досліджено систему Al-Ag в області 0-16 ваг.% Al.
8. Лашко Н.Ф., Петренко Б.Г., Черкашин Е.Е. Механические исследования чугунов // Уч. записки Харків. держ. ун-ту.- 1940.- № 19.- С. 317-325.
Вивчено необхідні умови для проведення механічних досліджень чавунів (ударний прогин, твердість, статичний прогин, статичний розрив).
9. Черкашин Е.Е., Толмачев В.Н. К вопросу исследования границ насыщения металлических твердых растворов // Труды Инст. химии Харьков. гос. ун-та.- 1941.- Т. 5.- С. 263-270.
Методом розриву встановлено границі розчинності Sb в Pb (від 0,5% при 110,8ºС до 1,5% при 190,2ºС).
10. Черкашин Є.Є. Хімічна активність інтерметалічних сполук // Доп. повідомл. (Львів. держ. ун-т).- 1947.- Вип. 1.- С. 131.
Вивчено взаємодію сполук Ag5Al3 і Mg2Pb з сухим і вологим повітрям.
11. Черкашин Є.Є., Гладишевський Є.І. Хімічна активність стопів алюмінію з магнієм // Наук. записки (Львів. держ. ун-т). Сер. хім.- 1948.- Т. 9, Вип. 1.- С. 81-82.
Досліджено хімічну активність сплавів системи Mg-Al у водних розчинах HCl, H2SO4 і NH4Cl.
12. Черкашин Е.Е., Деркач Ф.А., Пржеволоцкая С.М. Химические реакции интерметаллических фаз. I. Разрушение интерметаллических соединений Ag5Al3 и Mg2Pb // Журн. общей химии.- 1949.- Т. 19, № 5.- С. 798-804.
Вивчено взаємодію сполук Ag5Al3 і Mg2Pb з сухим і вологим повітрям; встановлено природу хімічних процесів, які при цьому протікають.
13. Черкашин Е.Е., Крипякевич П.И. Классификация промежуточных фаз с точки зрения химической индивидуальности // Изв. Сектора физ.-хим. анализа.- 1949.- Т. 19.- С. 443-451.
Приведена характеристика проміжних металічних фаз (протяжність області гомогенності, властивості, структура, упорядкованість), запропонована їхня класифікація, термінологія та способи позначення.
14. Черкашин Е.Е., Черкашина Ф.М. Криоскопия как метод физико-химического анализа // Докл. АН СССР.- 1949.- Т. 69, № 4.- С. 561-564. Робота представлена акад. Г.Г. Уразовим.
На прикладі органічних систем, опрацьовано метод побудови експериментальних, розрахункових і ідеальних залежностей молярних концентрацій розчинених речовин від їхньої активності.
15. Черкашин Є.Є., Гладишевський Є.І. Хімічні властивості інтерметалічних фаз. ІІІ. Хімічні реакції γ-фази стопів Al-Mg // Наук. записки (Львів. держ. ун-т). Сер. хім.- 1949.- Т. 13, Вип. 2.- С. 63-68.
Досліджено розчинність γ-фази системи Mg-Al у водних розчинах HCl і NH4Cl.
16. Черкашин Є.Є., Гладишевський Є.І., Крип’якевич П.І. Хімічні властивості інтерметалічних фаз. IV. Рентгенографічне дослідження залишків після екстракції Mg і Zn з їх стопів з Ni і Cu // Наук. записки (Львів. держ. ун-т). Сер. хім.- 1949.- Т. 13, Вип. 2.- С. 69-76.
Показано, що залишки після екстракції Mg і Zn з сполук MgNi2, MgCu2 та MgNiZn складаються з Cu або Ni з розмірами кристалітів ~0,500 Å.
17. Крипякевич П.И., Черкашин Е.Е. Об условиях образования интерметаллических фаз типов MgCu2, MgZn2 и MgNi2 // Успехи химии.- 1950.- Т. 19, Вып. 3.- С. 361-378.
Розглянуто 60 літературних джерел, приведена ґрунтовна характеристика структур, склад, умови утворення та тип хімічного зв’язку для 800 інтерметалічних сполук; описано бінарні фази Лавеса.
18. Крипякевич П.И., Гладышевский Е.И., Черкашин Е.Е. Кристаллическая структура тройной фазы CuMgSn // Докл. АН СССР.- 1950.- Т. 75, № 2.- С. 205-207. Робота представлена акад. Д.С. Белянкіним.
Встановлено, що нова сполука CuMgSn кристалізується в структурному типі CaF2, та не утворює твердих розчинів з ізоструктурною сполукою Mg2Sn.
19. Черкашин Е.Е., Гладышевский Е.И. Способ получения медных порошков выщелачиванием медных сплавов // Автор. свидетельство № 99064.- 1950 (Мин. цветной металлургии СССР).
Запропоновано новий спосіб одержання мідних порошків (скелетних каталізаторів) з великою хімічною активністю та необхідною вторинною зернистістю.
20. Черкашин Е.Е., Теслюк М.Ю., Малеев И.И. Криоскопическое исследование органических систем с анилином // Наук. записки (Львів. держ. ун-т). Сер. хім.- 1952.- Т. 21, Вип. 3.- С. 79-92.
Показано, що в системі C6H5NH2-C6H5COOH бензойна кислота повністю димеризована.
21. Гладишевський Є.І., Крип’якевич П.І., Черкашин Є.Є. Хімічні властивості інтерметалічних фаз V. Дослідження залишків після екстракції магнію із стопів з міддю та нікелем // Наук. записки (Львів. держ. ун-т). Сер. хім.- 1952.- Т. 21, Вип. 3.- С. 83-88.
Показано, що порошки, одержані після екстракції Mg водним розчином хлоридної кислоти із сплавів CuMg2 і NiMg2, є кристалітами Cu і Ni з меншими розмірами та більшою активністю у порівнянні з порошками екстрагованими з сполук Cu2Mg i Ni2Mg.
22. Крипякевич П.И., Гладышевский Е.И., Черкашин Е.Е. Кристаллическая структура фазы Cu2Cd // Докл. АН СССР.- 1952.- Т. 82, № 2.- С. 253-256. Робота представлена акад. Д.С. Белянкіним.
Встановлено, що сполука Cu2Cd кристалізується в структурному типі MgZn2.
23. Крипякевич П.И., Черкашин Е.Е. Систематика двойных интерметаллических фаз // Изв. Сектора физ.-хим. анализа.- 1954.- Т. 24.- С. 59-123.
Вперше запропонована систематика 1800 бінарних інтерметалічних сполук, основана на структурних і кристалохімічних характеристиках (послідовність укладки, наявність атомних груп, залежність кількісного складу від валентності).
24. Гладышевский Е.И., Черкашин Е.Е. Твердые растворы на основе металлических соединений // ІІІ Всесоюз. совещ. физ.-хим. анал. Тез. докл. М., 1955.- С. 128-130.
Розглянуто та систематизовано умови утворення твердих розчинів і їхньої протяжності.
25. Черкашин Е.Е., Теслюк М.Ю. Физико-химическое исследование системы Cu-Mg-Sn // ІІІ Всесоюз. совещ. физ.-хим. анал. Тез. докл. М., 1955.- С. 133-135.
В системі Cu-Mg-Sn окрім сполуки CuMgSn знайдено сполуку Cu4MgSn, структура якої належить до нового структурного типу, що є надструктурою до типу Cu2Mg. Визначено розчинність третього компоненту в бінарних сполуках.
26. Гладышевский Е.И., Черкашин Е.Е. Взаимная растворимость никель – арсенидных соединений NiSb и Ni3Sn2 // Наук. записки (Львів. держ. ун-т). Сер. хім.- 1955.- Т. 34, Вип. 4.- С. 51-55.
Встановлено утворення неперервного ряду твердих розчинів NiSb-Ni3Sn2, в якому спостерігається заміна атомів Sb на атоми Sn з додатковим включенням атомів Ni.
27. Черкашин Е.Е., Приб О.А. Об определении молекулярного веса ассоциированных веществ в растворе // Наук. записки (Львів. держ. ун-т). Сер. хім.- 1955.- Т. 34, Вип. 4.- С. 91-97.
Встановлено, що бензольні розчини CCl4 та о-нітрофенолу близькі до ідеальних; спирти та мурашина кислота утворюють асоціати, а оцтова і пропіонова кислоти димеризовані.
28. Черкашин Е.Е., Гладышевский Е.И., Теслюк М.Ю. Исследование системы медь-магний-олово в области Cu-Cu2Mg-CuMgSn // Изв. Сектора физ.-хим. анализа.- 1956.- Т. 27.- С. 212-216.
Визначено границі областей гомогенності твердого розчину Sn в MgCu2 та тернарної сполуки Cu4MgSn.
29. Гладышевский Е.И., Черкашин Е.Е. Твердые растворы на основе металлических соединений // Журн. неорган. химии.- 1956.- Т. 1, Вып. 6.- С. 1394-1401.
На основі літературних даних і результатів власних досліджень встановлено загальні закономірності утворення твердих розчинів третього компоненту в бінарних інтерметалічних сполуках.
30. Черкашин Е.Е., Гладышевский Е.И., Крипякевич П.И., Кузьма Ю.Б. Рентгеноструктурное исследование некоторых систем переходных металлов // Совещ. исслед. диаграмм состояния металл. систем. Тез. докл. М.: Изд. АН СССР, 1956.- С. 24-26.
Встановлено утворення та визначено кристалічну структуру 15 нових сполук.
31. Черкашин Е.Е., Гладышевский Е.И., Крипякевич П.И., Кузьма Ю.Б. Кристаллическая структура тройных соединений в системе марганец-кобальт-кремний // ІІ Совещ. кристаллохимии. Тез. докл. М.: Изд. АН СССР, 1957.- С. 75-77.
В системі Mn-Co-Si встановлено утворення чотирьох сполук: Co2MnSi (тип CsCl), Mn3Co3Si2 (тип MgZn2), Mn12Co3Si5 і Mn9Co5Si6 (структури споріднені до σ-фаз).
32. Черкашин Є.Є., Крип’якевич П.І., Франкевич Д.П. Потрійні тверді розчини в системі мідь-магній-кадмій // Доп. АН УРСР.- 1957.- № 1.- С. 33-37. Робота представлена акад. О.І. Бродським.
Встановлено, що розчинність третього компоненту в сполуках MgCu2, CuCd3 і Cu5Cd8 пов’язана з розмірами атомів.
33. Черкашин Є.Є., Гладишевський Є.І., Крип’якевич П.І. Сполуки перехідних металів з берилієм, силіцієм, германієм та оловом // Доп. повідомл. (Львів. держ. ун-т).- 1957.- Вип. 7.- С. 180-183.
Досліджено кристалічну структуру 12 сполук: MnBe3-13 (тип MgCu2), CrBe12, MoBe12, VBe12 і NbBe12 (тип ThMn12), Co2MnSi (тип CsCl), Co2MnGe, Ni2MnGe, Co2MnSn і Ni2MnSn (тип Cu2MnAl), Mn3Co3Si2 і Mn3Ni3Si2 (тип MgZn2).
34. Черкашин Є.Є. Метрика рівноважної хімічної діаграми систем з асоційованими компонентами // Львов: Изд. Львов. гос. ун-та, 1958.- 108 с.
Запропонована метрика хімічних діаграм систем з неасоційованими та з асоційованими компонентами; визначено ряд нових закономірностей. Розглянуто ізотерми кристалізації при реакціях нейтралізації, комплексоутворенні, а також ізотерми розчинності компонентів у потрійних металічних системах. Монографія стала основою докторської дисертації Євгена Черкашина та була відзначена медаллю М.С. Курнакова АН СРСР.
35. Черкашин Е.Е., Гладышевский Е.И., Крипякевич П.И., Кузьма Ю.Б. Рентгеноструктурное исследование некоторых систем переходных металлов // Журн. неорган. химии.- 1958.- Т. 3, Вып. 3.- С. 650-653.
Досліджено структури сполук і твердих розчинів у семи подвійних системах: {Mn,Cr,V,Mo,W,Nb,Ta}-Be та 14 потрійних системах:
Mn-Fe-{Si,Sn}, Mn-Co-{Si,Ge,Sn}, Mn-Ni-{Si,Ge,Sn}, Mn-Cu-Si і Zr-Ni-{V,Cr,Mn,Fe,Co}.
36. Черкашин Є.Є. Метрика рівноважної хімічної діаграми. І. Вступ. Ідеальні рідинні системи // Хімічний збірник (Львів. держ. ун-т).- 1958.- Вип. 5.- С. 53-62.
Розглянуто метрику хімічної діаграми та запропоновано класифікацію рідинних систем, в тому числі псевдоідеальних.
37. Черкашин Є.Є. Метрика рівноважної хімічної діаграми. ІІ. Нормальні системи // Хімічний збірник (Львів. держ. ун-т).- 1958.- Вип. 5.- С. 63-78.
Проаналізовано літературні дані про нормальні системи (теорії Маргулєса, Ван-Лаара, Гільдебранда та Пінеса).
38. Черкашин Є.Є. Метрика рівноважної хімічної діаграми. ІІІ. Система з хімічною взаємодією компонентів // Хімічний збірник (Львів. держ. ун-т).- 1958.- Вип. 5.- С. 79-90.
Критичний огляд праць Завідзкого, Долежалека та інших авторів про системи з хімічною взаємодією компонентів.
39. Теслюк М.Ю., Черкашин Е.Е. Исследование тройных систем меди и магния с элементами главных подгрупп второй, третьей и четвертой групп периодической системы // VIII Менделеевский съезд общей приклад. химии. Тез. докл. №14. М.: Изд. АН СССР, 1958.- С. 47-48.
Приведено кристалохімічні характеристики систем Cu-Mg-{Ge,Sn,In,Cd}.
40. Гладышевский Е.И., Крипякевич П.И., Кузьма Ю.Б., Черкашин Е.Е. Кристаллическая структура тройных соединений в системах переходных металлов с кремнием // ІІІ Укр. республ. конф. физ. химии. Тез. докл. Киев: Изд. АН УССР, 1958.- С. 33-34.
Огляд кристалічних структур сполук, виявлених у потрійних системах
W-{Fe,Co,Ni}-Si, Mo-{Co,Ni}-Si, Mn-Ni-Si, V-{Fe,Co,Ni} і Cr-{Co,Ni}-Si.
41. Черкашин Е.Е., Гладышевский Е.И., Маркив В.Я. Фазовый состав и структура термопар вольфрам-рений после работы в различных условиях // Научно-техн. конф. вопросам измерения высоких температур. Тез. докл. В.2. Киев-Львов, 1960.- С. 27-28.
Приведені результати хімічного та фазового складу, мікроструктури, рекристалізації, текстури та твердості термопар W-Re після роботи в різних умовах.
42. Черкашин Е.Е., Теслюк М.Ю. Физико-химическое исследование системы магний-медь-олово и некоторых родственных систем // IV Укр. республ. конф. физ. химии. Тез. докл.: Изд. Харьков. ун-та, 1960.-С. 71-72.
На основі досліджень систем {Mg,Mn}-Cu-{Sn,Ge,In,Ga} встановлено утворення нових фаз Лавеса: п’яти сполук із структурою типу MgZn2, двох сполук типу MgCuSn4 та однієї сполуки типу CaF2 – CuMgSn.
43. Кузьма Ю.Б., Черкашин Е.Е. Физико-химическое исследование системы Mn-Ni-Si // IV Всесоюз. совещ. физ.-хим. анализу. М.: Изд. АН СССР, 1960.- С. 80.
Синтезовано шість тернарних сполук: три фази Лавеса та три сполуки з іншими структурами (T, Z, S-фази).
44. Кузьма Ю.Б., Черкашин Є.Є. Кристалічна структура сполуки MnNi1,55Si0,45 // Доп. АН УРСР.- 1960.- № 10.- С. 1413-1416. Робота представлена акад. В.М. Свєчніковим.
Досліджено кристалічну структуру сполуки MnNi1,55Si0,45 (тип MgCu2).
45. Теслюк М.Ю., Черкашин Є.Є. Кристалічна структура сполуки MgCu1,5Ge0,5 // Доп. АН УРСР.- 1961.- № 9.- С. 1172-1174. Робота представлена акад. В.М. Свєчніковим.
Встановлено, що кристалічна структура сполуки MgCu1,5Ge0,5 належить до структурного типу MgCu2.
46. Черкашин Е.Е., Крипякевич П.И., Олексив Г.И. Кристаллическая структура тройного соединения в системе Li-Cu-Al // IV Совещ. кристалохимии. Тез. докл. М.-Кишинев: Изд. Штиинца, 1961.- С. 165.
Встановлено, що тернарна сполука Li3CuAl5 кристалізується в кубічному структурному типі Mg32(Zn,Al)49.
47. Теслюк М.Ю., Черкашин Е.Е., Маркив В.Я. Новые тройные фазы Лавеса в системах Mg(Cd,Mn)-Cu(Ni)-Zn(Ga,Ge,In,Sn) // IV Совещ. кристалохимии. Тез. докл. М.-Кишинев: Изд. Штиинца, 1961.- С. 149-151.
Вперше синтезовано та досліджено кристалічні структури ряду сполук: сім сполук із структурами типу MgZn2 (λ1), вісім сполук із структурою типу MgCu2 (λ2 і λ2'), три сполуки з структурою типу Mg6Cu16Si7, а також дві сполуки з структурою типу Cu2MnAl.
48. Олексів Г.І., Черкашин Є.Є. Сполуки літію з алюмінієм та їхні структури // Ювілейна сесія Львів. ун-ту ім. І. Франка. Тез. доп. Львів: Вид. Львів. держ. ун-ту, 1961.- С. 46-47.
Підтверджено утворення сполуки Li32(Cu,Al)49 і встановлено, що вона кристалізується в структурному типі Mg32(Zn,Al)49.
49. Черкашин Є.Є., Гладишевський Є.І., Крип’якевич П.І., Теслюк М.Ю. Фізико-хімічне дослідження систем Ce-Cu-Al i Ce-Mn-Al // Доп. повідомл. (Львів. держ. ун-т).- 1961.- Вип. 9.- С. 58-59.
Встановлено границі твердих розчинів на основі Al в системах Ce-{Cu,Mn}-Al. У рівновагу з Al вступають сполуки CuAl2, CeAl4, CeCu4Al8, CeCuAl3 i MnAl6, CeMn4Al8.
50. Кидун С.М., Кузьма Ю.Б., Лах В.И., Стаднык Б.И., Черкашин Е.Е. Исследование физико-химических свойств вольфрамо-рениевых термоэлектродов // Сем. Методы получения физ. свойства электрон. строение тугоплавких метал. соединений сплавов. Тез. докл. Киев: Изд.Ин-та металлокерамики АН УССР, 1961.- С. 146.
Досліджено фазовий склад, електрорушійну силу та рекристалізацію термоелектродів W-Re (5,15 і 20% Re) в різних умовах.
51. Кузьма Ю.Б., Кидун С.М., Лах В.И., Стаднык Б.И., Черкашин Е.Е. Исследование физико-химических свойств вольфрамо-рениевых термоэлектродов // Порошковая металлургия.- 1962.- № 6.- С. 100-103.
Досліджено фізико-хімічні властивості W-Re термоелектродів; встановлено, що найбільш доцільною є армування електродів оксидом берилію, який до 1800ºС захищає їх від взаємодії з вуглецем.
52. Черкашин Є.Є. Ізотерми кристалізації мономерного компонента в потрійній системі, коли два інші компоненти утворюють хімічну сполуку // Вісн. Львів. ун-ту. Сер. хім.- 1963.- Вип. 6.- С. 20-22.
Показано, що в потрійних системах А-В-С різноманітних органічних сполук, в яких утворюються сполуки АxВy, наявність і величина екстремуму на ізотермах кристалізації третього мономерного компонента С залежить від температури плавлення сполуки та ступеня її дисоціації в розчиннику С.
53. Гладышевский Е.И., Маркив В.Я., Кузьма Ю.Б., Черкашин Е.Е. Кристаллическая структура некоторых тройных интерметаллических соединений титана // Титан и его сплавы.- 1963.- Вып. 10.- С. 71-73.
Встановлено утворення та визначено кристалічну структуру 16 сполук Ti, три з яких належать до структурного типу Mg6Cu16Si7, десять – до типу MnCu2Al і три – до типу MgCuSb.
54. Черкашин Е.Е., Крипякевич П.И., Олексив Г.И. Кристаллические структуры тройных соединений в системах Li-Cu-Al и Li-Zn-Al // Кристаллография.- 1963.- Т. 8, Вып. 6.- С. 846-851.
Рентгеноструктурним методом аналізу визначено кристалічну структуру сполук Li32,1Cu11,3Al56,6 i Li32,1Zn16,7-43,3Al51,2-24,6 (структурний тип Mg32(Zn,Al)49).
55. Гладышевский Е.И., Крипякевич П.И., Черкашин Е.Е., Заречнюк О.С., Залуцкий И.И., Евдокименко В.И. Кристаллические структуры интерметаллических соединений редкоземельных элементов // Сборник: Редкоземельные элементы.- 1963.- С. 67-70.
Синтезовано та визначено кристалічну структуру низки нових бінарних сполук: RAl2, RAl3, i RAl4, де R - РЗМ церієвої підгрупи та Y (структурні типи MgCu2, BaAl4 і AuCu3), трьох сполук RGe2 (структурні типи α-ThSi2 і α-GdSi2), трьох сполук R2Fe17 (структурний тип Th2Zn17), двох сполук R2Co17 (структурний тип Th2Ni17).
56. Кузьма Ю.Б., Гладышевский Е.И., Черкашин Е.Е. Система Mn-Ni-Si // Журн. неорган. химии.- 1964.- Т. 9, Вып. 8.- С. 1898-1904.
Побудовано діаграму фазових рівноваг системи Mn-Ni-Si при 800ºС; визначено границі областей гомогенності твердих розчинів на основі Ni та Mn і їхніх бінарних сполук; встановлено утворення десяти тернарних сполук; вперше досліджено кристалічну структуру сполук Mn6Ni16Si7 (тип Mg6Cu16Si7) і Mn61Ni12Si37 (R', тип σ-фаз).
57. Черкашин Є.Є. Дослідження в області кристалохімії сплавів рідкісноземельних металів на кафедрі неорганічної хімії Львівського державного університету // Наук. конф. 12-17 жовтня. Тез. доп. Львів, 1964.- С. 7.
Проведено огляд наукових праць співробітників кафедри неорганічної хімії в галузі кристалохімії інтерметалічних сполук і перспективи досліджень сплавів за участю рідкісноземельних металів.
58. Черкашин Е.Е., Заречнюк О.С., Крипякевич П.И., Колобнев И.Ф. Кристаллические структуры соединений в системе церий-марганец-медь-алюминий и в составляющих ее тройных системах // Вопросы теории и применения редкоземельных металлов, М.: Изд. Наука, 1964.- С. 151-152.
Встановлено, що в досі недослідженій почвірній системі Ce-Mn-Cu-Al у рівновазі з твердим розчином на основі Al, крім бінарних фаз MnAl4, CeAl4 і CuAl2 та тернарних фаз CeMn4Al8 і CeCu4Al8, знаходяться ще дві тетрарні фази: багата на Mn Q1-фаза (кубічна структура, подібна до структурного типу BaHg11) та багата на Cu фаза Q2 (структура недосліджена).
59. Маркив В.Я., Ворошилов Ю.В., Крипякевич П.И., Черкашин Е.Е. Новые соединения типов MnCu2Al и MgZn2, содержащие алюминий и галлий // Кристаллография.- 1964.- Т. 9, Вип. 5.- С. 737-738.
Вперше встановлено утворення одинадцяти алюмінідів: Zr{Cu,Co,Ni}2Al, Hf{Cu,Co,Ni}2Al, Nb{Cu,Co,Ni}2Al, Ta{Co,Ni}2Al, та п’яти галідів: Nb{Co,Ni}2Ga, Ta{Co,Ni}2Ga, HfNi2Ga із структурою типу MnCu2Al.
60. Крипякевич П.И., Протасов В.С., Черкашин Е.Е. О кристаллической структуре соединения ZrFe3 // Журн. неорган. химии.- 1965.- Т. 10, Вып. 1.- С. 288-290.
Встановлено, що раніше відома, багата на Fe, сполука ZrFe3 кристалізується в структурному типі Th6Mn23 і має склад Zr6Fe23.
61. Кузьма Ю.Б., Ворошилов Ю.В., Черкашин Е.Е. Новые тройные соединения со структурой типа W2Cr21C6 // Изв. АН СССР. Неорган. материалы.- 1965.- Т. 1, № 7.- С. 1109-1111.
Встановлено утворення чотирьох сполук: Sb2{Co,Ni}21B6 і U2{Co,Ni}21B6 із структурою типу W2Cr21C6.
62. Бодак О.І., Гладишевський Є.І., Заречнюк О.С., Черкашин Є.Є. Сполуки з структурою типу AlB2 в потрійних системах Ba(Sr,Ca)-Al-Si і Ba-Cu-Si // Вісн. Львів. ун-ту. Сер. хім- 1965.- Вип. 8.- С. 75-79.
Підтверджено приналежність структури сполуки BaSi2 до ромбічної сингонії. Встановлено утворення чотирьох тернарних сполук: {Ca,Sr,Ba}AlSi і BaCu0.2Si1.8, що кристалізується в структурному типі AlB2.
63. Черкашин Е.Е., Крипякевич П.И. Письменное выступление по докладу Е.М. Савицкого с соавторами // Совещ. Природа метал. фаз характер хим. связи. М., 1965.- С. 21.
Систематизовано типи залежності молекулярних об’ємів атомів РЗМ від їхнього порядкового номера. Встановлено три типи залежності: монотонне зменшення об’ємів (наприклад для R2O3), зменшення об’єму для сполук Ce (наприклад для RNi5), збільшення об’ємів для сполук Eu та Yb (наприклад для RSi).
64. Черкашин Є.Є., Крип’якевич П.І., Олексів Г.І. Рентгеноструктурне дослідження системи Li-Cu-Al в області 10-50 ат.% Al // 40 Наук. конф. присвячена підсумкам наук.-досл. роботи ун-ту за 1965 р. Тез. доп. Львів, 1966.- С. 6.
Синтезовано дві нові тернарні сполуки: LiCu2Al із структурою типу MnCu2Al та Li3Cu3Al4 з невідомою структурою.
65. Протасов В.С., Крипякевич П.И., Черкашин Е.Е. Фазы Лавеса в системе скандий-железо // Кристаллография.- 1966.- Т. 11, Вып. 4.- С. 689-692.
Встановлено, що сполука ScFe2 кристалізується в структурному типі MgZn2. Сполука із структурою типу MgCu2 утворюється при надлишку Sc, а існування сполуки із структурою типу MgNi2 не підтверджено.
66. Рабкин Д.М., Черкашин Е.Е., Рябов В.Р., Залуцкая О.И. Исследование фазового состава сварных железо-алюминевых швов // Изв. АН СССР. Неорган. материалы.- 1966.- Т. 2, № 7.- С. 1206-1212.
При переході від заліза до алюмінію у зварних швах спостерігається ряд фаз: α-Fe, Fe2Al3, FeAl3, Al. Міцність зварних швів зменшується при збільшенні вмісту Fe2Al3. Легування алюмінію цинком (до 15%) підвищує міцність зварного шва.
67. Пряхина Л.И., Мясникова К.П., Бурнашова В.В., Черкашин Е.Е., Маркив В.Я. Тройные химические соединения в системе Ni-Ti-Nb // Порошковая металлургия.- 1966.- № 8.- С. 61-68.
Побудовано ізотермічний переріз діаграми стану системи TiNi-Ni-NbNi; встановлено утворення чотирьох тернарних сполук: дві сполуки на перетині TiNi3-NbNi3 – X1 з широкою областю гомогенності та з гексагональною структурою типу Mg та X2 – постійного складу. В області Ni-TiNi3-NbNi3 виявлено сполуку X4 (постійного складу); при вмісті
~56 ат.% Ni виявлено сполуку X3 постійного складу з ромбічною структурою.
68. Заречнюк О.С., Колобнев И.Ф., Черкашин Е.Е., Крипякевич П.И. Четверное соединение Ce3MnCu8Al24 и его кристаллическая структура // Изв. АН СССР. Неорган. материалы.- 1967.- Т. 3, № 1.- С. 182-183.
Встановлено утворення сполуки Ce3MnCu8Al24 із структурою типу BaHg11.
69. Черкашин Е.Е., Теслюк М.Ю., Франкевич Д.П. Новые соединения типа MgZn2 в системах редкоземельных металлов с рением // Кристаллография.- 1967.- Т. 12, Вып. 4.- С. 712-713.
В системах R-Re, де R – Gd, Tb, Dy, Er або Lu, встановлено утворення тільки сполук RRe2 із структурою типу MgZn2.
70. Крип’якевич П.І., Гладишевський Є.І., Черкашин Є.Є. Проблеми кристалохімії інтерметалічних сполук у працях співробітників кафедри неорганічної хімії Львівського університету // Вісн. Львів. ун-ту. Сер. фіз. хім. мех-мат.- 1968.- С. 90-99.
Оглядова стаття про вплив кількісного складу, концентрації валентних електронів і відношення атомних радіусів компонентів на структуру інтерметалічних сполук. Розглянуто тернарні сполуки із структурами типів MgSnCu4, CeGa2Al2, Mn3Ni2Si, Ce3Ni6Si2, ZrNiAl, Mo2NiB2, Mo3CoSi, Nb2Cr4Si3, а також бінарні сполуки із структурами типів EuGe2, SrSi2, HoAl3, Ce3Zn22. Проаналізовано 250 праць кафедри неорганічної хімії за 20 років, у яких вперше визначено кристалічну структуру 650 сполук.
71. Черкашин Е.Е., Залуцкая О.И., Рябов В.Р. Взаимодействие смеси некоторых редкоземельных металлов с алюминием в алюминиевой среде // VI Укр. республ. конф. неорган. химии. Донецк, 1968.- С. 168-169.
Встановлено, що на перетинах RAl3-R'Al3 утворюються, в залежності від структури бінарних сполук, неперервні ряди твердих розчинів, обмежені тверді розчини або тернарні сполуки: (Sc,Y)Al3, (Sc,Tb)Al3, (Y,Ho)Al3, (Tb,Ho)Al3 із структурою типу TiNi3 та (Y,Er)Al3 і (Tb,Er)Al3 із структурами типів TiNi3 і HoAl3.
72. Бодак О.И., Гладышевский Е.И., Кардаш А.В., Черкашин Е.Е. Система церий-железо-кремний // Изв. АН СССР. Неорган. материалы.- 1970.- Т. 6, № 6.- С. 1069 -1072.
Згідно з діаграмою фазових рівноваг системи Ce-Fe-Si (800 і 400ºС) утворюється чотири тернарні сполуки: CeFe2Si2 (тип CeGa2Al2), CeFeSi2 (тип CeNiSi2), CeFeSi (тип PbFCl) і Ce2FeSi3 (тип AlB2).
73. Теслюк М.Ю., Мельник Е.В., Черкашин Є.Є. Дослідження потрійної системи магній-мідь-індій в області 0-30 ат.% Іn // Вісн. Львів. ун-ту. Сер. хім.- 1971.- Вип. 12.- С. 3-5.
Побудовано ізотермічний переріз системи Cu-Mg-Іn (0-30 ат.%) при 400ºС. Сполука MgInCu4 з широкою областю гомогенності (12-25 ат.% Mg і 10-27 ат.% In) кристалізується в двох структурних типах (λ2 і λ2''), між якими існує двофазна область. Бінарна сполука MgCu2 (λ2) розчиняє ~5 ат.% In вздовж ізоконцентрати 66,6 ат.% Cu.
74. Залуцкий И.И., Черкашин Е.Е., Залуцкая О.И., Крипякевич П.И. Положение атомов в многослойных плотнейших упаковках // Всесоюз. конф. кристаллохимии интерметал. соед. Тез. докл. Львов, 1971.- С. 25-26.
Описано будову багатошарових найщільніших упаковок LM3 за допомогою позиційних символів (A, B, C), символів Бєлова (г, к) та числових символів Жданова.
75. Сколоздра Р.В., Преварский А.П., Черкашин Е.Е. Исследование тройной системы кобальт-медь-алюминий // Диаграммы сост. метал. систем. М.: Изд. Наука, 1971.- С. 189-190.
Побудовано ізотермічний переріз діаграми стану системи Co-Cu-Al при 800ºС; встановлено утворення протяжного (~30 ат.%) твердого розчину Cu в бінарній сполуці CoAl та п’яти тернарних сполук.
76. Петьков В.В., Черкашин Є.Є. Взаємодія фаз Лавеса в квазібінарних розрізах ZrFe2-{NbFe2,TaFe2} і ZrCo2-{NbCo2,TaCo2} // Доп. АН УРСР. Сер. А.- 1972.- № 3.- С. 276-279. Робота представлена акад. І.М. Францевичем.
Побудовано чотири діаграми стану квазіподвійних систем: з неперервними рядами твердих розчинів (ZrCo2-NbCo2 і ZrCo2-TaCo2) та з обмеженими твердими розчинами (ZrFe2-NbFe2 і ZrFe2-TaFe2).
77. Кошель О.С., Бодак О.И., Черкашин Е.Е. Взаимозамещаемость иттрия и самария в соединениях тройных систем Y-Sm-{Fe,Co,Ni} // ІІ Всесоюз. конф. кристаллохимии интерметал. соед. Тез. докл. Львов, 1974.- С. 11.
Встановлено утворення неперервних рядів твердих розчинів: {Y,Sm}2Co17, {Y,Sm}2Ni17, {Y,Sm}Co5, {Y,Sm}Ni5, {Y,Sm}X3, {Y,Sm}X2, {Y,Sm}3X, де X – Co, Ni, а також тернарної сполуки Y5Sm2Co9.
78. Кошель О.С., Бодак О.И., Черкашин Е.Е. Тройные системы Y-Sm-{Fe,Co} // Докл. АН УССР. Сер. А.- 1976.- № 7.- С. 655-658. Робота представлена акад. І.М. Францевичем.
Побудовано діаграми фазових рівноваг при 800ºС; встановлено утворення шести неперервних рядів твердих розчинів R2Ni17, RNi5, R2Ni7, RNi3, RNi2, R3Ni, де R – Y і Sm, та обмежених твердих розчинів між сполуками RNi.
79. Кошель О.С., Бодак О.І., Черкашин Є.Є. Система ітрій-самарій-нікель // Вісн. Львів. ун-ту. Сер. хім.- 1976.- Вип. 18.- С. 11-14.
Досліджено діаграму фазових рівноваг при 800ºС; встановлено утворення шести неперервних рядів твердих розчинів: (Sm,Y)2Ni17, (Sm,Y)Ni5, (Sm,Y)2Ni7, (Sm,Y)Ni3, (Sm,Y)Ni2 та (Sm,Y)Ni.
80. Преварський А.П., Заречнюк О.С., Черкашин Є.Є., Поліха В.І. Система Sc-Cu-Al в області 0-33 ат.% Sc // Вісн. Львів. ун-ту. Сер. хім.- 1976.- Вип. 18.- С. 14-16.
Побудовано діаграму фазових рівноваг системи Sc-Cu-Al при 600ºС в концентраційному інтервалі 0-0,33 ат. частки Sc. Підтверджено утворення двох тернарних сполук: ScCuAl (структура типу MgZn2) і ScCu2Al (структура типу CsCl), і встановлено існування ще семи сполук, в тому числі ψ-фази з структурою типу ThMn12.
81. Черкашин Є.Є., Левицька В.В. Методичні вказівки до курсу неорганічної хімії // Вища школа, Львів. ун-т, 1976.- 112 с.
Вказівки містять 108 таблиць і графіків у виді слайдів для діапроєктора про основні поняття і закони хімії, періодичну систему, хімію координаційних сполук, класифікацію неорганічних сполук, будову молекул і кристалів, механізми хімічних реакцій.
82. Мельник Э.В., Змий О.Ф., Черкашин Е.Е. О структуре соединения Ce2Mg3Zn3 // Вісн. Львів. ун-ту. Сер. хім.- 1977.- Вип. 19.- С. 34-36.
Методом порошку встановлено, що сполука Ce2Mg3Zn3 кристалізується в типі AlMnCu2.
83. Черкашин Є.Є., Гринь Ю.М. Про структуру сполук CaCo2Ge2, CeNiSi2, Ca2Ni2Ge7 // Вісн. Львів. ун-ту. Сер. хім.- 1977.- Вип. 19.- С. 45-49.
Досліджено кристалічну структуру трьох сполук: CaCo2Ge2 (власний структурний тип), CaNiSi2 (структурний тип CeNiSi2) та сполуки Ca2Ni2Ge7 (структурний тип U2Ni2Ge7).
84. Черкашин Є.Є., Левицька В.В. Методичні вказівки з курсу неорганічної хімії для студентів І курсу хімічного факультету // Вид. Львів. ун-ту, 1977.- 125 с.
Вказівки містять 100 слайдів про основні фізичні та хімічні закони, класифікаційні поняття, атомні та молекулярні маси, теорії хімічних процесів, дисперсні системи, дисоціацію, комплексоутворення, гідрати, реакції обміну, теорію кислот і основ, основи електрохімії, окисно-відновні реакції, комплексні сполуки, хімічний зв’язок, просторову конфігурацію молекул і іонів, тощо.
85. Черкашин Е.Е., Лукьянец М.В., Черкашина Ф.М. Метрика диаграммы коллигативное свойство-состав // Докл. АН УССР. Сер. А.- 1978.- № 7.- С. 663-667. Робота представлена акад. В.М. Єременком.
Запропоновано застосування методу побудови кривих колігативна властивість-склад для ізотерм кристалізації компонентів у потрійних системах.
86. Дутчак Я.И., Мудрый С.И., Черкашин Е.Е. Структурные особенности металлических бинарных расплавов в предкристаллизационном интервале температур // ІІІ Всесоюз. конф. кристаллохимии интерметал. соед. Тез. докл. Львов, 1978.- С. 156-157.
Розглянуто взаємозв’язок між типом діаграми стану та хімічною активністю компонентів.
87. Залуцкая О.И., Залуцкий О.И., Черкашин Е.Е. Внешние и внутренние параметры в структурах триалюминидов редкоземельных металлов // ІІІ Всесоюз. конф. кристаллохимии интерметал. соед. Тез. докл. Львов, 1978.- С. 337-343.
Запропоновано аналітичні співвідношення, що зв’язують зовнішні та внутрішні параметри в структурах RAl3 з атомними радіусами компонентів (rR i rAl) та з типом упаковки (к і г).
88. Телегус В.С., Черкашин Е.Е. Об изложении некоторых вопросов кинетики и катализа в курсе неорганической химии в университете // Проблемы высшей школы.- 1980.- Вып. 40.- С. 123-126.
Розглянуто основні питання кінетики та каталізу, на які необхідно звернути увагу при вивченні курсу неорганічної хімії.